# With You/With Me
《With You/With Me》是日本女子組合9nine的第16張單曲，於2014年3月12日由SME Records發售。

## 概要
本作的A面曲《With You/With Me》被選為電視動畫魔奇少年第2期片尾曲，單曲也在之後的Oricon公信榜達成了組合有史最高的周榜排名（第四名）。

## 收錄曲
1. With You/With Me [4:41]
  - 作詞・作曲：OZO、編曲：遠山輔（日语：tasuku）
2. Positi部（ポジティ部） [3:36]
  - 作詞・作曲：101、編曲：101，中村太一（日语：中村タイチ）
3. Party9 [4:01]
  - 作詞・作曲：OZO、編曲：遠山輔
4. With You/With Me（Instrumental）
5. Positi部（Instrumental）
6. Party9（Instrumental）

## 初回特典
DVD
- 初回生產限定盤A
  1. 「With You/With Me」 Music Video
  2. 「With You/With Me」 Dance Shot ver.
- 初回生產限定盤B
  - 『"Evolution No.9 Summer" at Zepp DiverCity／2013.7.20』Live DVD
    1. OPENING DANCE〜少女旅行者
    2. 銀蓮花也是呢
- 初回生產限定盤C
  - 『"Evolution No.9 Summer" at Zepp DiverCity／2013.7.20』Live DVD
    1. One Kiss（日语：CUE (9nineのアルバム)）
    2. Evolution No.9
- 初回生產限定盤D
  - 16頁相片集

## 商業合作
| 曲名              | 商業搭配                               |
| ----------------- | -------------------------------------- |
| With You/With Me: | MBS、TBS電視動畫《魔奇少年》後期片尾曲 |

## 外部連結
- YouTube上的9nine 『With You/With Me:』（僅限日本國內瀏覽）
- YouTube上的9nine 『With You/With Me:(Dance Shot ver.)』（僅限日本國內瀏覽）
- SME With You/With Mecords介紹網站
  - 初回生產限定盤A （页面存档备份，存于）
  - 初回生產限定盤B （页面存档备份，存于）
  - 初回生產限定盤C （页面存档备份，存于）
  - 初回生產限定盤D （页面存档备份，存于）
  - 通常盤 （页面存档备份，存于）